# 比格爾施泰因山
47°47′59″N 13°03′31″E / 47.799767°N 13.058699°E

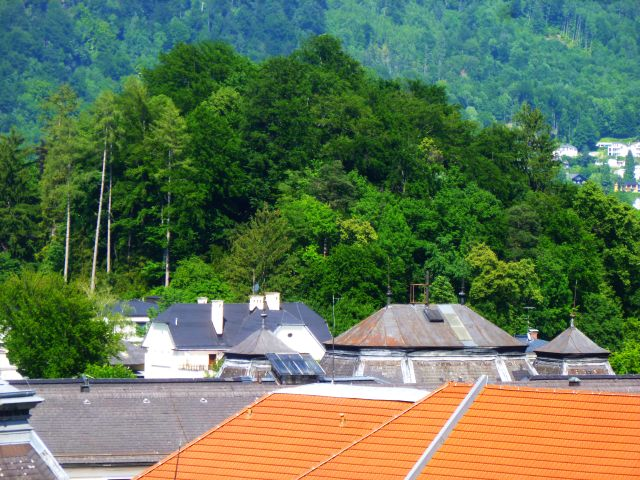

比格爾施泰因山（德語：Bürglstein），是奧地利的山峰，位於該國中部，由薩爾茨堡州負責管轄，距離嘉布遣山0.2公里，海拔高度451米，山體由白雲岩組成。